# Tabi

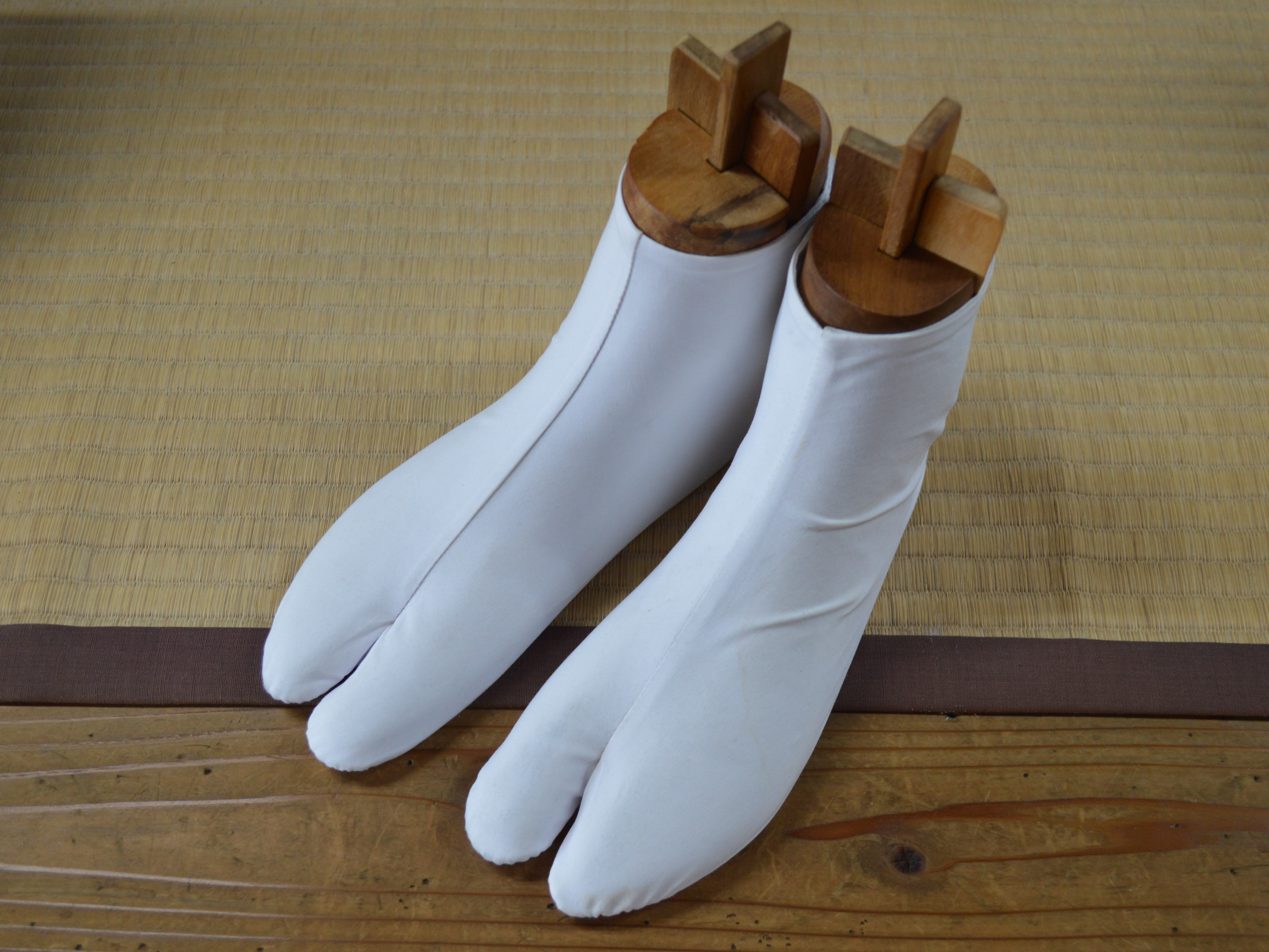
Vita tabi

Tabi (足袋) är ankelhöga strumpor med separat stortå-del. Dessa är traditionella japanska fotbeklädnader som bärs av både män och kvinnor. De används oftast i samband med zori eller geta då dessa sandaler/träskor ofta kräver en delad tå. Tabi är oftast vita, dock bär män ibland svarta eller blåa. Det finns också mönstrade/färgade tabi för kvinnor, men de används sällan.[källa behövs]
De finns även som jika-tabi som är en slitstarkare version av tabi, mer som en sko eller stövel, vilka bärs av bland annat snickare, trädgårdsanläggare och byggarbetare. De sägs föredra den högre känslan som ges mot marken.[källa behövs]